# Droga wojewódzka nr 714
Droga wojewódzka nr 714 (DW714) – droga wojewódzka w centralnej  Polsce w województwie łódzkim przebiegająca przez teren powiatu łódzkiego wschodniego, ma długość 16 km. Łączy Rzgów z miejscowością Kurowice. W listopadzie 2023 został oddany drugi ślad drogi, który łączy trasę Górna w Łodzi z autostradą A1 w gminie Brójce. Długość odcinka wynosi 8,1 km. Po wyroku NSA odcinek od węzła Pabianice Północ do Rzgowa pozostaje drogą krajową DK71.

## Historia drogi
W latach 1986–1998 jako droga drugorzędna biegła z Kurowic do Pabianic a dalej jako droga 711 przez Konstantynów Ł. i  Aleksandrów Ł. do Strykowa. Od 2022 (wedle części źródeł) powtórnie została poprowadzona w związku z likwidacją drogi krajowej DK71 na odcinku Pabianice – Aleksandrów Łódzki – Zgierz. W 2025 przywrócono jej bieg sprzed 2022 .

## Miejscowości leżące przy trasie DW714
- Rzgów
- Grodzisko
- Huta Wiskicka
- Tadzin
- Przypusta
- Wola Rakowa
- Brójce
- Kurowice